# Saky
Saky (en ruso y ucraniano: Са́ки, en tártaro de Crimea: Сакъ) es una ciudad de la República Autónoma de Crimea de Ucrania y reclamada por la República de Crimea en Rusia. Esta en el centro del Raión de Saky, pero la parte del distrito no está incluido, y es una de las 11 ciudades de subordinación republicana. Situado en el oeste de costa de Crimea a lo largo de 4-5 km del mar Negro. Según el censo de Crimea de 2014, tenía 25 146 habitantes.

## Historia
Se desconoce el origen exacto de Saki. En la época del Janato de Crimea, Saky no era más que una pequeña. En 1827, se creó en Saky el primer establecimiento de baños de lodo de Moscovia y diez años más tarde una sección del hospital militar de Simferópol.
Durante la guerra de Crimea, las fuerzas de la coalición desembarcaron cerca de Saki, entre los lagos Sakskim y Kyzyl-Yar, y asediaron Sebastopol. A principios de febrero de 1855, las tropas del general Stepan Alexandrovitch Khroulev se concentraron en Saki antes de atacar al enemigo en las fortificaciones de Eupatoria. La ciudad de Saki quedó totalmente destruida por los bombardeos.
Después de la guerra de Crimea, durante la segunda oleada de emigración de los tártaros de Crimea, la población tártara de Saky abandonó la ciudad en ruinas. En 1858, emigrantes provenientes de la región de Poltava se instalaron, seguidos, un poco más tarde por griegos de Constantinopla.
En febrero de 1945, las delegaciones británica y americana en la conferencia de Yalta aterrizaron en el aeródromo de Saky, desde donde se desplazaron a Yalta, ubicada a unos 110 km. Hasta marzo de 2014, fue una importante base aérea ucraniana.
El concejal de la ciudad de Saky, Oleg Kolodyazhny, del partido (Nuestra Ucrania) fue asesinado a tiros en Saky el 29 de junio de 2010.
Una serie de explosiones tuvo lugar en la cercana Base aérea de Saky el 9 de agosto de 2022.

## Población
| 1805 | 1926  | 1939  | 1971   | 1989   | 2001   | 2006   | 2009   | 2010   | 2011   | 2012   | 2014   |
| ---- | ----- | ----- | ------ | ------ | ------ | ------ | ------ | ------ | ------ | ------ | ------ |
| 396  | 2.450 | 7.786 | 25.800 | 33.690 | 28.522 | 26.400 | 24.765 | 24.580 | 24.323 | 23.741 | 23 400 |

De acuerdo con el censo de 2006 la población de la ciudad, está compuesta por los siguientes grupos étnicos: rusos el 65,1%, ucranianos el 24.3%, tártaros de Crimea el 5,8%, bielorrusos el 1,8%, polacos el 0,2%, moldavos el 0,2%.

## Economía
La ciudad fue una de las fábricas de productos químicos más grandes de Crimea, que se especializa en la producción de permanganato de potasio, bromuro de metilo, persales y sal. La planta fue cerrada en 2002 debido a problemas con la eliminación de los residuos.